# Claudia Roquette-Pinto
Claudia Roquette-Pinto (* 1963 in Rio de Janeiro) ist eine brasilianische Autorin und Übersetzerin.

## Leben
Roquette-Pinto studierte literarische Übersetzung an der Katholischen Universität Rio de Janeiro. Weiterhin war sie fünf Jahre Herausgeberin des Kulturjournals. Von ihr sind zahlreiche Gedichtbände erschienen. 2002 gewann sie den Literaturpreis Prêmio Jabuti. 2005 war sie Teilnehmerin des Literaturfestes Festa Literária Internacional de Paraty. 2008 war Claudia Roquette-Pinto Teilnehmerin des Poesiefestivals Berlin. Sie ist Urenkelin von Edgar Roquette-Pinto.

## Gedichtbände
- Os Dias Gagos, RJ, 1991
- Saxífraga, RJ, 1993
- Zona de Sombra, RJ, 1997
- Corola, Ateliê Editorial, SP, 2001 (hierfür bekam sie den Prêmio Jabuti de Literatura 2002)
- Margem de Manobra, 2005.

## Übersetzungen
- Doce Justiça (von Jerry Oster, 1987)
- Oppenheimer – O pai da bomba atômica (Oppenheimer – Der Vater der Atombombe), 1987
- O Livro das Virtudes para Crianças (Gedichte von William J. Bennett), 1997
- Primeiras Palavras (Gedichte von Douglas Messerli), São Paulo, 1999
- A Vida das Musas – nove mulheres e os artistas que elas inspiraram (Francine Prose), 2004